# Fischerspooner
Fischerspooner war ein US-amerikanisches Duo aus New York, bestehend aus Warren Fischer und Casey Spooner. Fischerspooner ist ein bekannter Vertreter der elektronischen Musik. Der Bandname setzt sich aus den Nachnamen der beiden Bandmitglieder zusammen.

## Geschichte
Fischerspooner gelten als Pioniere des Electroclash, der elektronische Musik mit Stilelementen des Punk und der Independent-Musik verbindet.
1998 traten sie erstmals mit spektakulären Shows in Clubs, Theatern und Galerien auf, die vorher nicht geprobt wurden.
Warren Fischer übernimmt den musikalischen Teil, Casey Spooner den textlichen/gesangstechnischen Teil der Band.
Fischerspooner zeichnen sich besonders durch intensive Live-Auftritte mit vielen Kostümwechseln und „Zirkuseinlagen“ aus, die sich an dem Stil und den Klängen der 1980er-Jahre orientieren. Durch diesen Umstand vergrößerte sich das Team der beiden Künstler um Kostüm- und Makeupdesigner, sowie Techniker, Hintergrundsänger(-innen) und Tänzer.
Im Jahr 2000 traten sie u. a. bei der „Gigolo Label Night“ im Berliner Club WMF anlässlich der Loveparade auf.
In dem 2005 veröffentlichten Album Odyssey orientiert sich das Duo jedoch mehr an Stilen des Electropop.
Am 30. Oktober 2019 gab das Duo seine Auflösung bekannt.

## Diskografie

### Alben
- 2001: #1
- 2002: #1 (Enhanced (incl. Bonustracks und Videos))
- 2003: #1 (CD + DVD)
- 2005: Odyssey
- 2009: Entertainment
- 2018: Sir

### Singles
- 2000: Emerge
- 2001: Emerge (RMXs)
- 2002: Emerge (Re-Release)
- 2002: Emerge (DVD)
- 2003: The 15th
- 2005: Just Let Go
- 2008: The Best Revenge
- 2008: Danse En France
- 2009: Supply & Demand
- 2009: We Are Electric
- 2011: Infidels Of The World Unite
- 2017: Have Fun Tonight

## Trivia
- Der Fischerspooner-Song Never Win ist Bestandteil des Soundtracks von Rodolphe Marconis Film Lagerfeld Confidential aus dem Jahr 2007.
- Der Fischerspooner-Song Emerge wird in der fünften Episode der dritten Staffel der Fernsehserie Westworld gespielt.